# Reino de Rheged

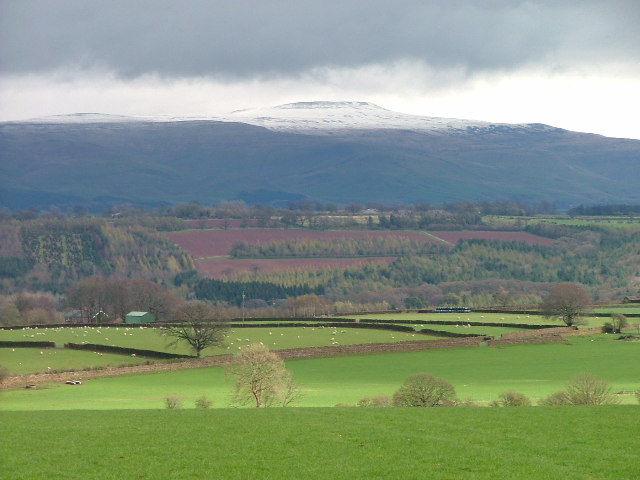
Eden Valley, considerado el centro del reino de Rheged.

Rheged (pronunciación galesa: [ˈr̥ɛɡɛd]) fue un reino britano de la Britania posromana, uno de los reinos del llamado Viejo Norte, la región de habla britónica de lo que hoy es el norte de Inglaterra y el sudoeste de Escocia, durante la era posromana y la Alta Edad Media. Sus habitantes, en efecto, hablaban el idioma cúmbrico, una lengua britónica estrechamente relacionada con el galés antiguo.
El reino aparece mencionado en varias fuentes poéticas y bárdicas, aunque sus fronteras no se describen en ninguna de ellas. Un descubrimiento arqueológico reciente sugiere que su fortaleza estaba ubicada en lo que hoy es Galloway, en Escocia, en lugar de estar en Cumbria, como se especulaba anteriormente. Rheged posiblemente se extendió a Lancashire y otras partes del norte de Inglaterra. En algunas fuentes, Rheged está íntimamente asociado con el rey guerrero Urien (Urbgenius) y su familia, recordados en poemas épicos galeses.

## Toponimia
El origen del nombre Rheged ha sido descrito como "problemático". Una solución en lengua britónica es que el nombre pueda ser un compuesto de rö-, un prefijo que significa "grande", y cę:d, que significa "bosque" (cf. coed en galés), aunque la forma esperada en galés sería *Rhygoed. Si la asociación del nombre con cę:d es correcta, el prefijo puede ser rag-, que significa "delante, adyacente a, opuesto". Otra posibilidad es que derive del elemento reg, que con el sufijo -ed tiene connotaciones de "generosidad".

## Ubicación
Tras la desaparición romano en el norte de Inglaterra, más allá del río Humber, los celtas se habían reorganizado en pequeños reinos: Deira (Yorkshire) en la tierra de los parisii, más al norte, en la de los brigantes, Elmet (con centro en Loidis, Leeds), Craven y Bernicia (hasta el Estuario de Firth), y más allá Rheged en el territorio ancestral de los carvetii y adentrándose en Escocia, en tierra de los Votadini el reino de Gododdin.
El nombre de Rheged aparece habitualmente asociado al de cierto rey Urien, que aparece en antiguos poemas y genealogías galesas. Sus victorias sobre los reyes anglos de Bernicia en la segunda mitad del siglo VI, son recordadas por Nennio y celebradas por el bardo Taliesin quien lo llama 'Rey de Rheged'. Esa tradición lo ubica consiguientemente en el norte de Britania y más específicamente en Westmoreland cuando lo llama 'Rey de Llwyfenydd' (Lyvennet). En leyendas posteriores se asocia a Urien con la ciudad de Carlisle, a solo 25 millas, por lo que se ha sugerido que Rheged podría haber estado relacionada con la Civitas Carvetiorum, el antiguo establecimiento romano en territorio carvetii donde se alzaría Carlisle. Aunque originalmente se refiriera a una simple fortaleza, Rheged derivó en el título de los líderes que gobernaron la región tras el período romano y devino en el nombre del reino que se alzó en la misma. 

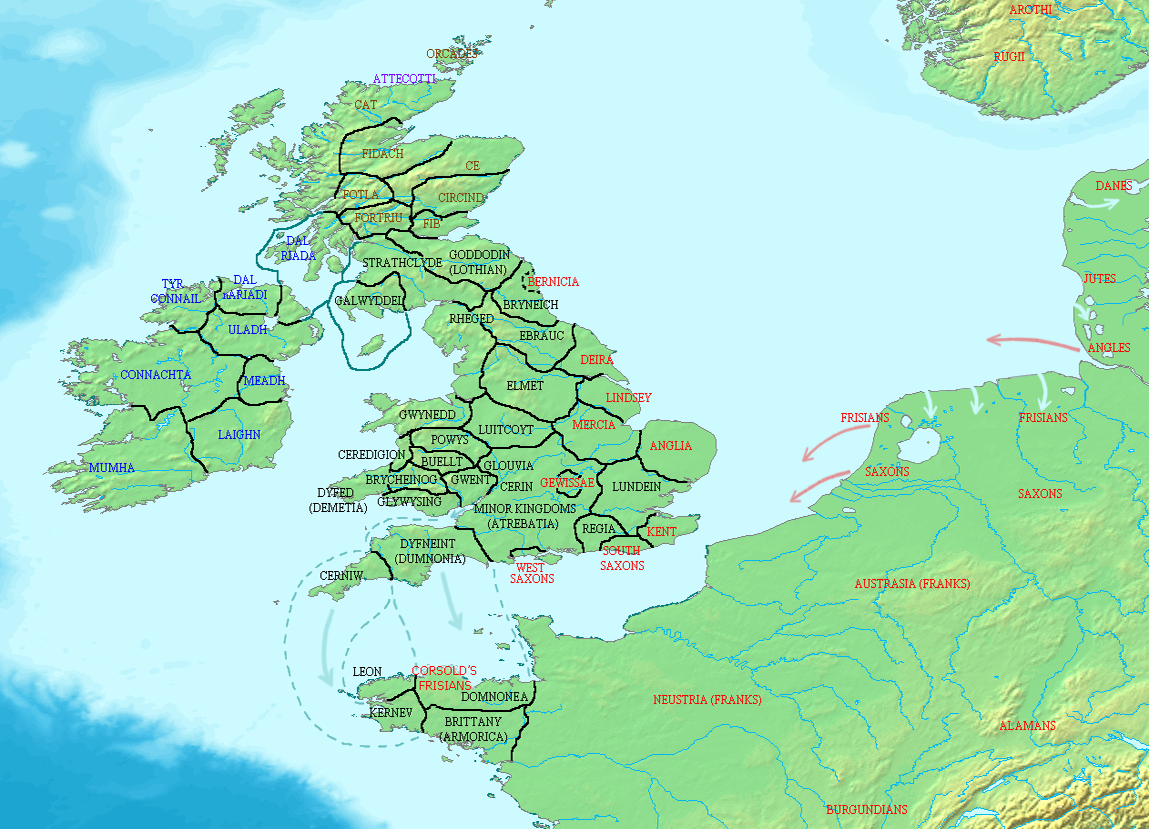
Britania en el.

La etimología del sitio llamado Dunragit (posiblemente Fuerte de Rheged) sugiere que al menos durante un período de su historia, Rheged se extendió en el condado del sur escocés Dumfries and Galloway. Otras interpretaciones más cuestionables extienden su alcance a regiones tan lejanas al sudoeste como Rochdale en el Gran Mánchester, dado que este sitio es mencionado en el Domesday Book como Recedham.

## Reyes de Rheged
La genealogía tradicional de Urien y sus sucesores lleva sus raíces al legendario rey Coel Hen, quien habría reinado mucho más al norte en los comienzos del siglo V.
Solo tres de los reyes listados a continuación pueden ser corroborados por diferentes fuentes.
- Meirchion Gul.
- Cynfarch Oer, hijo del anterior.
- Urien Rheged, hijo del anterior.
- Owain, hijo del anterior, vencedor de Bernicia,

Existe la tradición de una línea real de descendencia originada en Elidir Lydanwyn, hermano del rey Cynfarch Oer. De acuerdo a las mismas uno de sus hijos, Llywarch Hen, fue expulsado del territorio a raíz de las luchas intestinas que siguieron a la muerte de Urien y se convirtió en rey. Su nombre aparece asociado luego a un reino llamado Powys, al noroeste de Gales. La busca del reino de Llywarch llevó a que algunos historiadores propusieran que Rheged pudo dividirse entre los hijos de Urien en un reino del Norte y otro del Sur con base en el área de Ribchester (Lancashire), territorio donde hasta hoy inexplicablemente no se conoce la existencia de ningún reino posromano.

## Irlandeses en Rheged
Hay bastante evidencia de la presencia de irlandeses en Rheged. Se sabe que había numerosos misioneros cristianos irlandeses en el área de Cumbria, la que al menos nominalmente era cristiana, como revelan las numerosas dedicaciones a San Columba de iglesias primitivas. Es probable también la presencia de comerciantes, piratas e incluso colonos de ese origen.

## El fin de Rheged

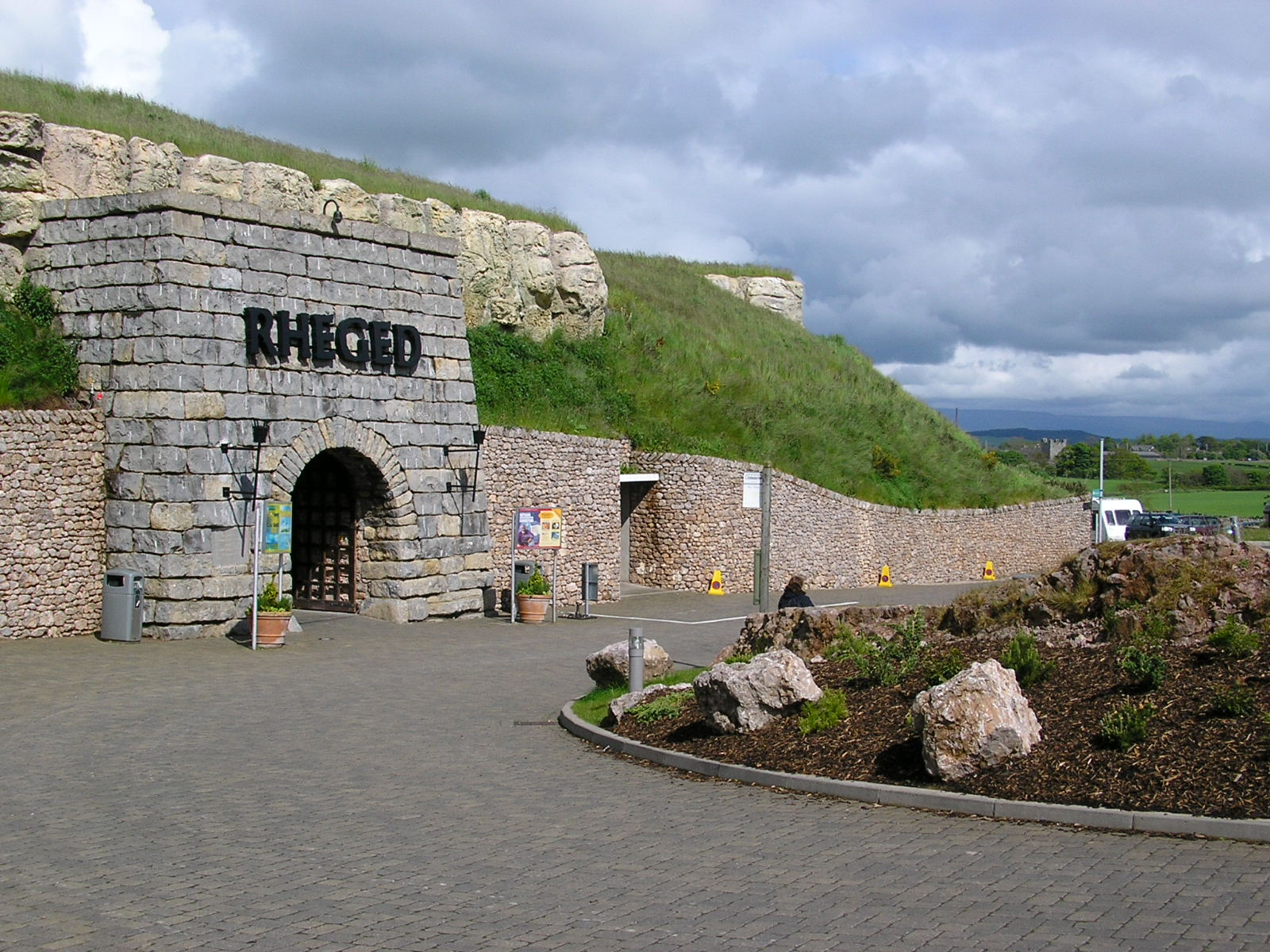
Entrada al Rheged Discovery Centre.

Tras la unión de Bernicia con Deira y el consiguiente surgimiento del reino de Northumbria, alrededor del año 638 el príncipe y futuro rey Oswiu de Northumbria tomó en matrimonio a una princesa de Rheged, y alrededor del año 730 Rheged fue anexado a aquel reino, probablemente de manera pacífica al heredar Oswiu ambos reinos.
Tras su incorporación la vieja lengua cúmbrica fue gradualmente reemplazada por el inglés primitivo, sobreviviendo solo en remotas regiones. Sin embargo el nombre del pueblo celta, Cymry, sobrevivió en el nombre de la región, Cumberland, y luego Cumbria.